# Zhu Qinan
Zhu Qinan, född 15 november 1984 i Wenzhou, är en kinesisk sportskytt.
Han blev olympisk guldmedaljör i luftgevär vid sommarspelen 2004 i Aten.